# Tulipa linifolia
Tulipa linifolia es una especie de planta del género Tulipa (grupo clusiana), familia Liliaceae, nativa de Uzbekistán, el norte de Irán y Afganistán. Apreciada por sus flores sumamente atractivas, se la cultiva en muchos países como planta ornamental.

## Descripción

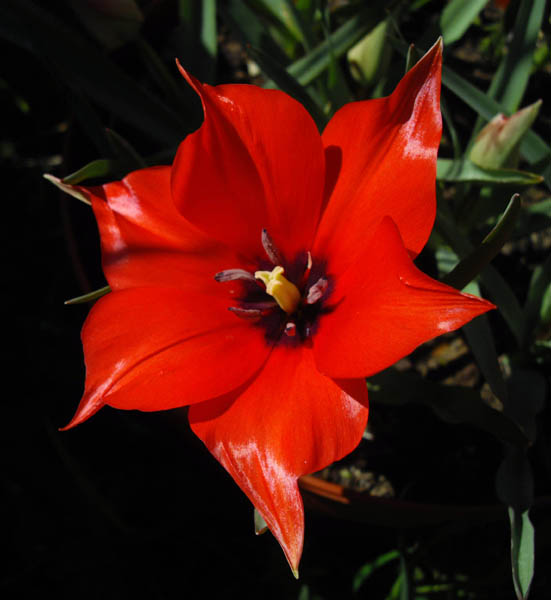
Detalle de la flor

Alcanza un tamaño de 20 cm de altura, es una planta bulbosa perenne con hojas lanceoladas, estrechas y onduladas de color rojo con margen en forma de espada, y flores en forma de cuenco de color amarillo claro a naranja, bronceado o rojo, que florece a principios y mediados de la primavera. Cada pétalo tiene marcas negruzcas en la base.
Varios cultivares crecen como plantas ornamentales en jardines, incluyendo Apricot Jewel (joya damasco), Bright Gem (gema brillante), Bronze Charm (encanto de bronce), Red Gem (gema roja), y Yellow Jewel (la joya amarilla).
Tulipa linifolia y su cultivo 'Bright gem' ganó el Award of Garden Merit de la Royal Horticultural Society.

## Taxonomía
Tulipa linifolia fue descrita por Eduard August von Regel y publicado en Trudy Imp. S.-Peterburgsk. Bot. Sada 8: 648 1884.

## Etimología
La palabra tulipán proviene del vocablo turco otomano tülbend que, a su vez, proviene del término persa dulband. Ambas palabras significan 'turbante' y hacen referencia a la forma que adopta la flor cuando está cerrada.
linifolia: epíteto latino que significa "con hojas como el lino" (Linum)
Sinonimia
- Tulipa batalinii Regel[6]